# マリー・ダグー

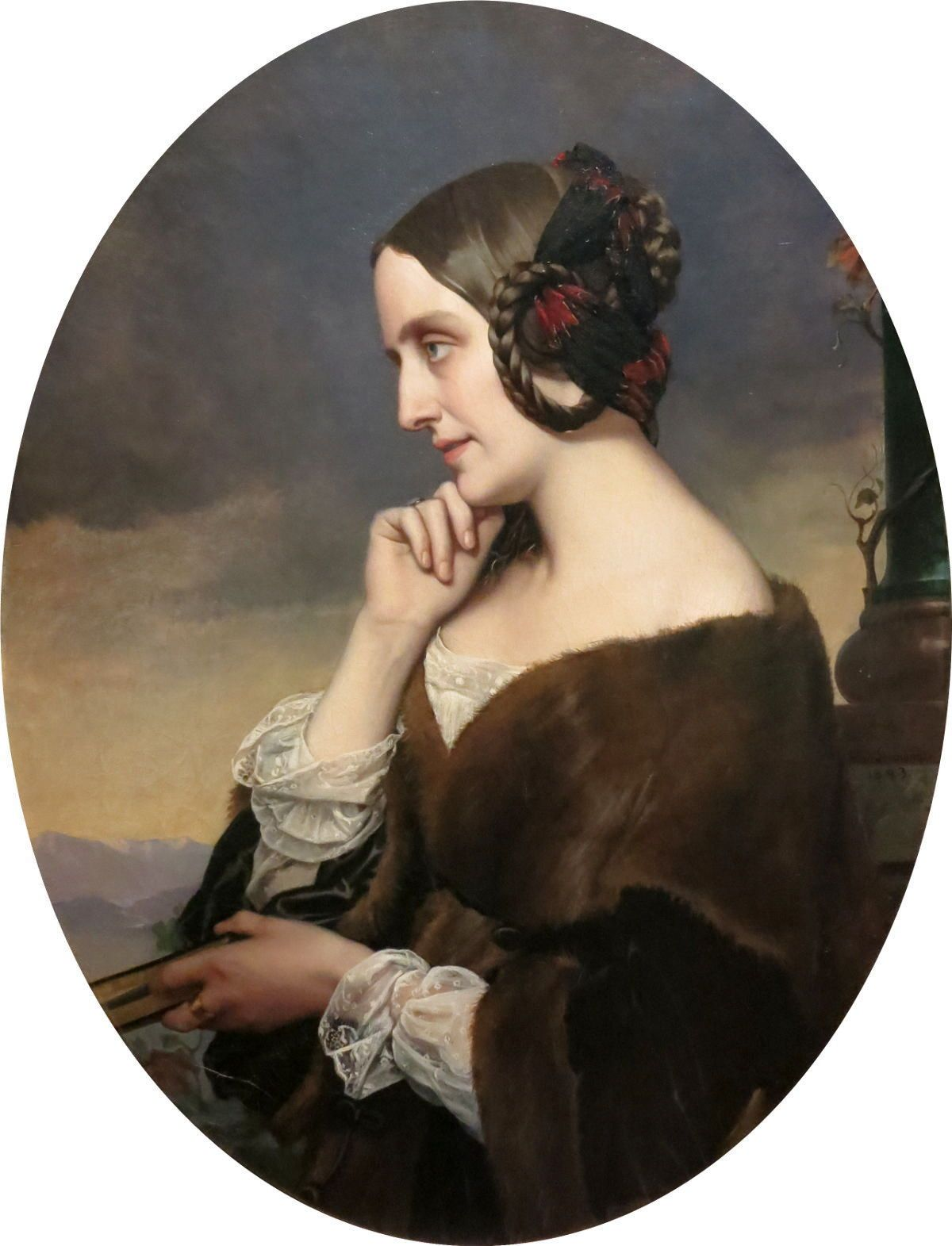
マリー・ダグーの肖像、アンリ・ラマン画

マリー・カトリーヌ・ソフィー・ド・フラヴィニー（Marie Catherine Sophie de Flavigny, Vicomtesse de Flavigny、1805年12月31日 フランクフルト・アム・マイン - 1876年3月5日 パリ）は、マリー・ダグー（伯爵夫人）Marie, Comtesse d'Agoultの名でよく知られ、ダニエル・ステルンDaniel Sternというペンネームで作家・ジャーナリストとして活動した。またフランツ・リストの愛人で、コジマ・リスト（リヒャルト・ワーグナーの妻）の母である。

## 人物
亡命フランス貴族のA.V.F.ド・フラヴィニー子爵の娘としてフランクフルトに生まれた。フランスで教育を受けた後、10歳の時にフランクフルトのサクレ・クール修道院で過ごした。16歳の時に修道院を出ている。
1827年にダグー伯爵（Charles Louis Constant d’Agoult, Comte d'Agoult：1790年 - 1875年）と結婚した。伯爵との間にはルイーズ（Louise, 1828年 - 1834年）、クレール（Claire, 1830年 - 1912年）の2人の娘を儲けたが、1835年に離婚した。
1835年から1839年までフランツ・リストとジュネーブやイタリアで同棲した。彼との間にはブランディーヌ（Blandine, 1835年 - 1862年：エミール・オリヴィエと結婚）、コジマ（Cosima, 1837年 - 1930年）、ダニエル（Daniel, 1839年 - 1859年）の1男2女を産んだ。当時の貴族階級の慣例に従って生まれるとまもなく乳母の手にゆだねられた。

## 著作
- "Hervé"、"Julien"、"Valentia"、"Nélida"（1841年 - 1845年）。処女作の小説
- "Histoire de la Révolution de 1848"（ダニエル・ステルン名義、2巻、1851年）。最も有名なルポルタージュ的作品
  - 『女がみた一八四八年革命』（志賀亮一・杉村和子 訳、藤原書店（上下）、2022-23年）
- "Esquisses morales"（1849年）、
- "Trois journées de la vie de Marie Stuart"（1856年）、
- "Florence et Turin"（『フィレンツェとトリノ』、1862年）、
- "Histoire des commencements de la république aux Pays-Bas"（『ネーデルラント共和国草創史』、1872年）
- "Mes souvenirs"（『回想記』、1877年）、など
  - 訳書に『巡礼の年　リストと旅した伯爵夫人の日記』（近藤朱蔵訳、青山ライフ出版、2018年）

伝記
- ドミニック・デザンティ『新しい女―19世紀パリ文化界の女王 マリー・ダグー伯爵夫人』 持田明子訳、藤原書店、1991年、新版2022年
- 坂本千代『マリー・ダグー　19世紀フランス伯爵夫人の孤独と熱情』 春風社、2005年